# Johann Gerhard Oncken
Johann Gerhard Oncken (26. ledna 1800 – 2. ledna 1884) byl průkopník, německý baptistický kazatel, nazývaný „otec kontinentálních baptistů“, „otec německých baptistů“ nebo „apoštol evropských baptistů“. J. G. Oncken půl století směroval a vedl rozšíření baptistů přes Německo do značné části Evropy.

## Život
Johann Gerhard Oncken se narodil v městečku Varel, v Oldenbursku na severozápadě Německa (Dolní Sasko). Jeho otec byl v politickém exilu, matka mu zemřela a tak se ho ujala jeho babička. Jako dítě byl Oncken pokřtěn u luteránů a konfirmován pak v roce 1814. Stal se učedníkem u skotského obchodníka, odešel do Skotska a pracoval v obchodě. Při svých cestách po Británii se seznámil s probuzeneckým hnutím presbyteriánů, nezávislých a kongregacionalistů. Oncken se obrátil v Great Queen Street Methodist Chapel v roce 1820. Roku 1823 se Oncken vrací do Německa jako zaměstnanec britské Společnosti pro šíření náboženského vzdělání na kontinentální Evropě (Continental Society for the Diffusion of Religious Knowledge over the Continent of Europe). V té době byl členem Anglické reformované církve (English Reformed Church). První Nedělní školu v Německu založil Oncken spolu s reverendem Rautenbergem v roce 1825. Roku 1828 přijal Oncken jmenování Edinburské biblické společnosti (Bible Society) a strávil pak půl století rozšiřováním traktátů a Biblí. Do roku 1879 to bylo přes dva miliony Biblí.

## Rodina
Oncken se 19. května 1828 oženil v Londýně se Sarah Mannovou a narodilo se jim sedm dětí. Sarah zemřela v roce 1845 a zanechala manžela s pěti přeživšími dětmi. Ten si v roce 1847 vzal vdovu z Yorkshiru, Annu Dogshun. Děti i hamburský sbor ji plně přijali. Anna zemřela bezdětná roku 1873. V roce 1875 se Oncken oženil potřetí, vzal si Jane Clarkovou, členku londýnského Spurgeonova sboru.

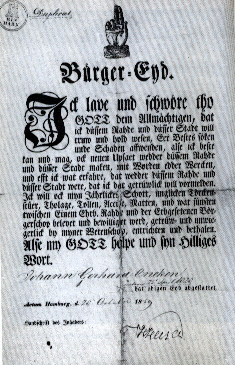

## Přijetí baptistických zásad
Ačkoliv žil Oncken ve Skotsku a obrátil se v Londýně, nemáme žádné svědectví o tom, že by se setkal s anglickými baptisty. Přijal zřejmě baptistické důrazy na křest věřících postupně skrze osobní studium Bible. V noci 22. dubna 1834 pokřtil v Labi Onckena, jeho ženu a pět dalších americký baptista profesor Barnas Sears. Příští den Sears ustanovil baptistický sbor v Hamburku – nejstarší existující baptistický sbor v Evropě. Sbor rychle rostl (v roce 1836 měl už 68 členů), ale pak přišlo pronásledování a růst se zastavil. Po požáru Hamburku v roce 1842, kdy právě baptisté výrazně pomohli mnohým obyvatelům města, pronásledování ze strany úřadů na čas ustalo. Po roce 1848 získávají němečtí občané náboženskou svobodu a tak je i baptistům umožněno kázat veřejně a otevřeně. Od roku 1849 organizoval Oncken misijní kurzy a v roce 1880 byl v Hamburku založen čtyřletý Seminář pro vzdělávání kazatelů.
(V roce 1848 existovalo v Německu již 26 sborů s 1 500 členy, v roce 1851 stoupl počet členů na 3 746, v roce 1870 je v Německu již 18 218 baptistů a roku 1913 je to 45 583 členů a dnes 90 167 baptistů.)

## Souhrn
J. G. Oncken byl vskutku „internacionální“ člověk – obrátil se v Anglii, pokřtěn byl Američanem v Německu, cestoval po celé Evropě, kde kázal a šířil Bible. Dělal misijní cesty na Balkán, do Francie, Maďarska, Pruska, Ruska a Švýcarska, ale navštívil také Británii a USA. J. G. Oncken ustavil 280 baptistických sborů a 1222 kazatelských stanic. Založil 170 církví ve Skandinávii a slovanských zemích. Zformoval 771 nedělních škol v Německu.

## Motto
Onckenovým heslem bylo „každý baptista misionářem“ (Jeder Baptist ein Missionar).